# Dyehuti
Sejemra Smentauy - Dyehuty, o Dyehuti, fue un faraón de la dinastía XVII del Antiguo Egipto que gobernó c. 1650-1649 a. C.
El nombre de este gobernante, Dyehuty, está inscrito en la Lista Real de Karnak; también se encuentra en algunos bloques de piedra descubiertos en el patio del templo de Horus, en Edfu, en otro bloque de piedra de un templo en Deir el-Ballas, y en la caja de vasos canopos hallada en Dra Abu el-Naga que perteneció al ajuar funerario de su esposa Montuhotep, actualmente en la ciudad de Berlín. 
El Canon Real de Turín (11.3), parcialmente legible, indica su posible nombre: (Sejemra S...) 1..., con un año de reinado.
- Ryholt lo asignó a la Dinastía XVI, gobernando c. 1650-1649 a. C.

## Titulatura
| Titulatura | Jeroglífico | Transliteración (transcripción) - traducción - (referencias) |

| G5 |

| G5 |

| G5 | V15 | m | A24 |

| G5 | V15 | m | A24 |

| G5 | V15 | m | A24 |

| G5 | V15 | m | A24 |

| G5 |

| G5 |

| G5 | V15 | m | A24 |

| G5 | V15 | m | A24 |

| G5 | V15 | m | A24 |

| G5 | V15 | m | A24 |

| G16 |

| G16 |

|  |

|  |

|  |

|  |

| G16 |

| G16 |

|  |

|  |

|  |

|  |

| G8 |

| G8 |

| wsr | s | N28 | D36 · Z2s |

| wsr | s | N28 | D36 · Z2s |

| G8 |

| G8 |

| wsr | s | N28 | D36 · Z2s |

| wsr | s | N28 | D36 · Z2s |

| N5 | S42 | s | mn · n | N17 · N17 |

| N5 | S42 | s | mn · n | N17 · N17 |

| N5 | S42 | s | mn · n | N17 · N17 |

| N5 | S42 | s | mn · n | N17 · N17 |

| N5 | S42 | s | mn · n | N17 · N17 |

| N5 | S42 | s | mn · n | N17 · N17 |

| N5 | S42 | s | mn · n | N17 · N17 |

| N5 | S42 | s | mn · n | N17 · N17 |

| N5 | S42 | s | mn · n | N17 · N17 |

| N5 | S42 | s | mn · n | N17 · N17 |

| N5 | S42 | s | mn · n | N17 · N17 |

| N5 | S42 | s | mn · n | N17 · N17 |

| N5 | S42 | s | mn · n | N17 · N17 |

| N5 | S42 | s | mn · n | N17 · N17 |

| N5 | S42 | s | mn · n | N17 · N17 |

| N5 | S42 | s | mn · n | N17 · N17 |

| N5 | S42 · Z1 | G7 | s | HASH |

| N5 | S42 · Z1 | G7 | s | HASH |

| N5 | S42 · Z1 | G7 | s | HASH |

| N5 | S42 · Z1 | G7 | s | HASH |

| N5 | S42 · Z1 | G7 | s | HASH |

| N5 | S42 · Z1 | G7 | s | HASH |

| N5 | S42 · Z1 | G7 | s | HASH |

| N5 | S42 · Z1 | G7 | s | HASH |

| N5 | S42 · Z1 | G7 | s | HASH |

| N5 | S42 · Z1 | G7 | s | HASH |

| N5 | S42 · Z1 | G7 | s | HASH |

| N5 | S42 · Z1 | G7 | s | HASH |

| N5 | S42 · Z1 | G7 | s | HASH |

| N5 | S42 · Z1 | G7 | s | HASH |

| N5 | S42 · Z1 | G7 | s | HASH |

| N5 | S42 · Z1 | G7 | s | HASH |

| t | G26 | Z4 |

| t | G26 | Z4 |

| t | G26 | Z4 |

| t | G26 | Z4 |

| t | G26 | Z4 |

| t | G26 | Z4 |

| t | G26 | Z4 |

| t | G26 | Z4 |

| t | G26 | Z4 |

| t | G26 | Z4 |

| t | G26 | Z4 |

| t | G26 | Z4 |

| t | G26 | Z4 |

| t | G26 | Z4 |

| t | G26 | Z4 |

| t | G26 | Z4 |